# Портрет Елене Грималди
Портрет Елене Грималди (хол. Portret van Marchesa Elena Grimaldi (?-?), echtgenote van Giacomo Cattaneo, met een bediende) је слика фламанског сликара Антона ван Дајка. Насликана је 1623. године, техником уља на платну. Слика се данас налази у Националној галерији уметносни у Вашингтону и део је Виденер колекције. Ова слика се сматра једном од његових ремек дела. Слика је насликана на захтева мужа Елене Грималди, Ђакома Катанеа.

## О делу
Ова слика је уље на платну из периода барока. Насликана је на захтев мужа Елене Грималди, Ђакома Катанеа, који је био трговац. Овај портрет је један од првих портрета које је Ван Дајк насликао након свог доласка у Италију. О Елени Грималди постоји веома мало информација. Једино се засигурно зна да је припадала  утицајној, патрицијској породици ђеновског порекла. Слика се налази у Националној галерији уметности у Вашингтону, у САД и део је Виденер колекције. У почетку се сматрало да је то у ствари копија. Извршене су разне анализе анализе и закључено је да је то у ствари оригинал који је био у веома лошем стању када је дошао у галерију. Препоставља се да Ван Дајк, током сликања, није користио студије Елене Грималди већ је она била присутна приликом његовог рада за шта је било потребно једно, евентуално два седења. Пре него што је почео рад са бојама, Ван Дајк је прво направио скицу мастилом као и студију главе Елене Грималди како не би морала да дуги временски период седи у истом положају. Целокупна композија слике као и детаљи који се налазе на њој указују на то да је она altera donna,  односно велика дама.

## Анализа дела
Ова слика је из периода барока. На слици видимо Елену Грималди како излази из своје палате и полази у шетњу. То је за тај период, 17. век, био најуобичајенији начин да се проводи слободно време. Елена Грималди, заједно са њеним слугом који држи сунцобран изнад њене главе,  су приказане на отвореном. Лице јој је насликано да изгледа као да је жива. У томе видимо инспирацију од стране Рубенса и Тицијан. Тачније, био је инспирисан Рубенсовим портретом Бригиде Спинола Дориа и Тицијановим портретом Лавиније Већелио. Позадина на слици се састоји из грађевине која представља палату у којој је живела, пејзажа, као и од пет стуба која су у грчком стилу, тачније коринтском стилу. Слика је пуна црвених детаља. Имамо црвени сунцобран, црвене манжетне на хаљини коју носи и они заједно формирају троугао. Такође имамо и благо црвенило на лицу. Хаљина коју носу је од скупог материјала. Црна је и представља контраст са црвеним и светлијим детаљима. Као инспирација за хаљину је Ван Дајку служила шпанска мода. Луксузни изглед хаљине указује на њено богатство. Још један детаљ који указује на богатство Елене Грималди је њен слуга. Сматра се да је, пошто је поседовање слуге у то време био симбол богатства, Елена Грималди захтевала да слуга буде присутан на слици како би се то још више нагласило. Такође, пошто је слуга црнац, вероватно је ту насликан како би се ставио акценат на трговину робовима између Ђенове и Африке која је у то време још увек била веома активна. Префињени начин на који је насликана, њено држање, указују на понос, достојанство, надмоћ као и на њен високи статус у друштву. Ефекат који треба да постигне опуштена поза у којој се налази, наглашена је додавањем детаља, као што је на пример слуга. Сунцобран који слуга држи чини да се изнад њене главе формира ореол. Ореол представља контраст у односу на тамно, драматично небо и наглашава да су сви испод ње. Сликање црног слуге је највероватније утицај који је Ван Дајка имао Тицијан, коме се он дивио јер је Тицијан такође представљао слуге као црнце. У позадини можемо видети пејзаже који су испирисани венецијанским пејзажима. Његови пејзажи овде имају веома битну, експресивну улогу. Овај пејзаж још више повећава грандиозност коју има присуство Елене. Нешто слично томе имамо и у портретима из 16. века. Поред пејзажа, њену грандиозност још више наглашава начин на који ју је Ван Дајк насликао, у покрету. Тиме се показује да се Ван Дајк све више удаљава од статичности која је до тада била присутна на сликама. Како би још више нагласио њену грандиозност, елеганцију, софистицираност, Ван Дајк је Елену насликао да изгледа као да је вома висока, виша него што у стварности јесте. Својом висном скоро може да парира коринтском стубу који се налази иза ње. Можемо рећи да се налази у облацима јер се издиже изнад хоризонта и дрвећа која иду изнад. Портрет Елене Грималди је једини женски портрет који је Ван Дајк насликао напољу. Величанственост јој је наглашена и перспективом коју имамо на слици. Можемо да видимо да је Антон ван Дајк портрет насликао тако да изгледа као да је гледамо одоздо а тиме се ставља акценат на њену важност. Поглед, мало надмен, исто указује на то да је она на вишем положају од осталих.
У руци држи цвет нараџе. Претпоставља се да су то, заједно са црвеним манжетнама на хаљини, симболи трудноће. Симбол трудноће су такође и црвене манжетне и црвени сунцобран. Ова препоставка је касније потврђена јер је Ван Дајк, исте године, насликао и портрет њене ћерке која у својој руци држи потпуно зрелу поморанџу која представља крај трудноће и рађање детета.

## Сличност са портретом Рубенса
Ако узмемо композицију у обзир, портрет Елене Грималди је веома сличан портрету Бригиде Спиноле Дориа који је насликао Питер Паул Рубенс. Оба портрета представљају изузетно високе женске фигуре које су насликане техником di sotto in sù. Такође, обе жене излазе на терасу своје богате палате а и позадина оба портрета је зграда која их јасно издваја од пејзажа које имамо на сликама. Сунцобран који имамо на портрету Елене Грималди се може повезати са црвеном драперијом коју имамо на портрету Бригиде. Архитектура која служи као позадина слике је такође веома слична.